# Christian Friis Bach

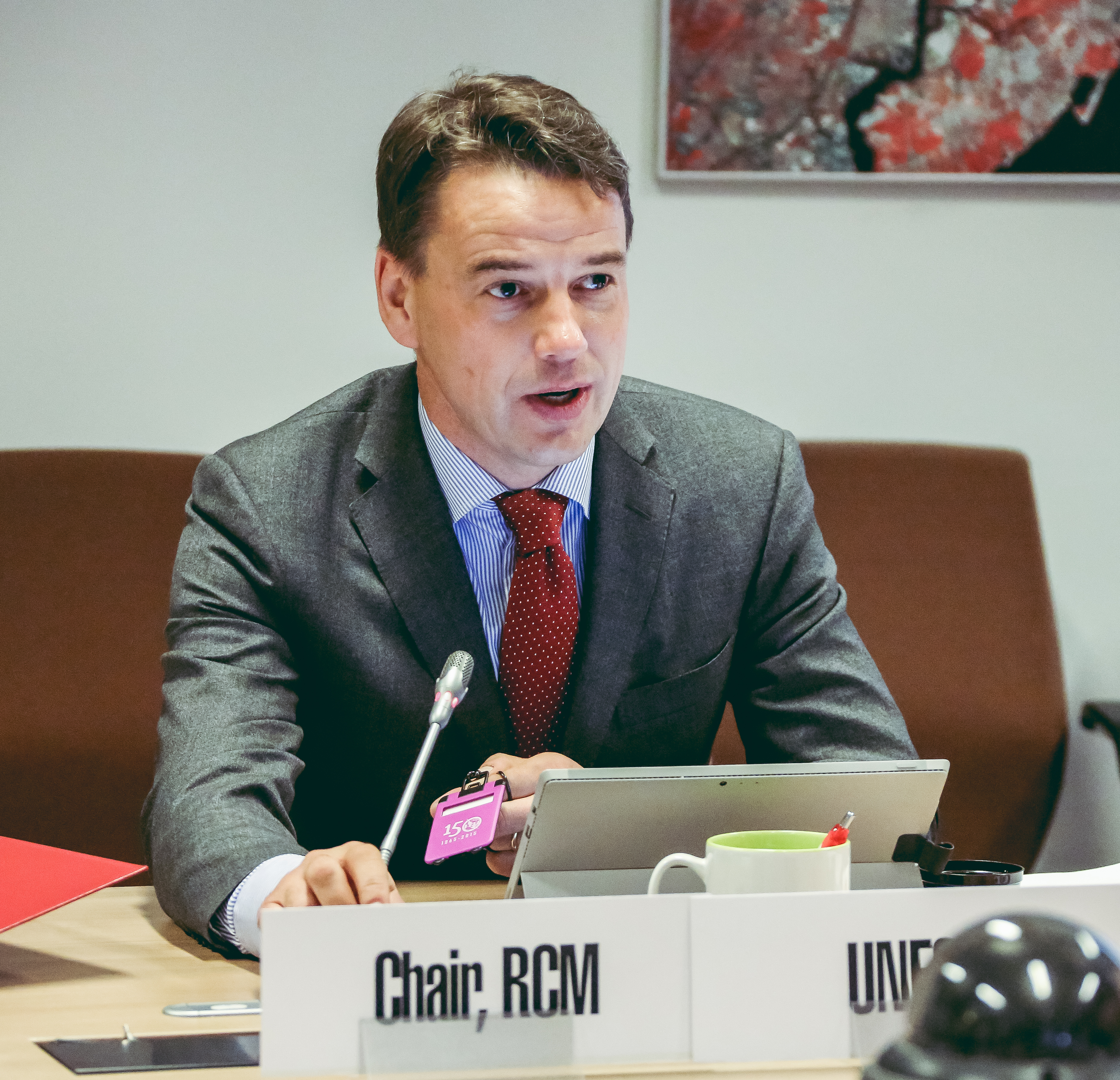
Christian Friis Bach (2015)

Christian Friis Bach (* 29. April 1966) ist ein dänischer Wirtschaftswissenschaftler, Hochschullehrer und Politiker (Venstre). Bei den Folketingswahlen 2011 und 2022 wurde er für die Radikale Venstre ins Parlament gewählt, trat im August 2024 jedoch zur Venstre über. Von 2011 bis 2013 war er zudem Minister für Entwicklungshilfe in der Regierung Thorning-Schmidt I.

## Leben
Nach seiner Schulzeit am Kalundborg Gymnasium begann er 1986 ein Studium der Agrarwissenschaften an der Königlichen Veterinär- und Landwirtschaftshochschule Kopenhagen und schloss dieses Studium 1992 mit einem Master ab. Im Anschluss absolvierte er ein postgraduales Studium im Fach Internationale Wirtschaft an der Königlichen Veterinär- und Landwirtschaftshochschule Kopenhagen und promovierte dort 1996 zum Thema „Internationaler Handel mit landwirtschaftlichen Gütern, Handelsbefreiung und Auswirkungen auf Entwicklungsländer“.
Im Anschluss wurde Bach 1996 zunächst Assistenzprofessor für Wirtschaftsentwicklung am Institut für Wirtschaft der Universität Kopenhagen, ehe er danach zwischen 1999 und 2005 Außerordentlicher Professor für internationale Wirtschaft und Wirtschaftsentwicklung an der Königlichen Veterinär- und Landwirtschaftshochschule war. Daneben war er sowohl als Journalist als auch Gastprofessor tätig sowie von 1997 bis 2001 Vorsitzender von Mellemfolkeligt Samvirke, einer dänischen Assoziation für internationale Zusammenarbeit.
Zwischen 2005 und 2010 war er Internationaler Direktor von Folkekirkens Nødhjælp, einer Hilfsorganisation der Dänischen Kirche. Zugleich wurde er 2009 Professor für internationale Wirtschaft und Entwicklung an der Universität Kopenhagen und wirkte dort schwerpunktmäßig am Institut für Ernährung und Ressourcenentwicklung sowie der Abteilung für Pflanzenbiologie und Biotechnologie.
2010 nahm er dann eine Tätigkeit als Chief Executive Officer (CEO) von ViewWorld auf und war darüber hinaus Sonderberater der dänischen EU-Kommissarin für Klimaschutz Connie Hedegaard beim Forum der Vereinten Nationen zur Nachhaltigkeit.
Von 2014 bis 2017 war Bach Leiter der Wirtschaftskommission für Europa der Vereinten Nationen (UNECE). Im Juli 2017 übernahm er den Posten des Generalsekretär bei der Dänischen Flüchtlingshilfe und hielt dieses Amt bis 2019 inne.

## Politische Tätigkeit
Zwischen 2005 und 2011 kandidierte Bach in wechselnden Wahlkreisen für die Radikale Venstre für ein Mandat im Folketing. Nach zwei erfolglosen Kandidaturen, Bach war lediglich für rund eine Woche als Stellvertreter Mitglied des Folketing, gelang ihm schließlich bei der Folketingswahl 2011 der Einzug für den Wahlkreis Nordsjællands Storkreds. Im Anschluss wurde er am 3. Oktober 2011 zum Minister für Entwicklungshilfe in der Regierung von Ministerpräsidentin Helle Thorning-Schmidt berufen. Von diesem Amt trat er am 21. November 2013 zurück und übernahm so die politische Verantwortung dafür, dass das Außenministerium sowohl das Parlament, als auch ihn persönlich, falsch informiert hatte bezüglich interner Reisekostenregelungen der Klima-Organisation Global Green Growth Institute (GGGI). Der Vorsitzende von GGGI und ehemalige dänische Ministerpräsident Lars Løkke Rasmussen war zuvor für Luxusklasse-Flugreisen heftig kritisiert worden. Am 31. Juli 2014 legte er sein Mandat im Folketing vorzeitig nieder.
Zur Folketingswahl 2022 kehrte Bach ins Parlament zurück und wurde im Nordjyllands Storkreds erneut für die Radikale Venstre gewählt. Am 5. November 2024 verließ er jedoch die Gruppe der Sozialliberalen und trat in die Venstre über. Bach war bereits Mitglied bei der Jugendorganisation der Venstre, ehe er für fast 40 Jahre Mitglied der Radikale Venstre wurde.